# Котов Вадим В'ячеславович
Ко́тов Вадим В'ячеславович (*19 травня 1990, місто Харків) — український футболіст, гравець команди Славутич (Черкаси), що грає в групі «А» Другої ліги.
Народився в місті Харкові. Вихованець клубу Арсенал (Харків), перший тренер Задорожний І. В.

## Статистика виступів

### Професійна ліга
| Сезон     | Команда                     | Турнір    | Матчі | Голи |
| --------- | --------------------------- | --------- | ----- | ---- |
| 2007—2008 | Шахтар (Свердловськ)        | чемпіонат | 1     | 0    |
| 2008—2009 | Геліос (Харків)             | чемпіонат | 3     | 0    |
| 2008—2009 | Гірник-Спорт (Комсомольськ) | чемпіонат | 5     | 0    |
| 2008—2009 | Гірник-Спорт (Комсомольськ) | кубок     | 1     | 0    |
| 2011—2012 | Славутич (Черкаси)          | чемпіонат | 14    | 0    |
| 2011—2012 | ФК «Одеса»                  | чемпіонат | 2     | 0    |